# Matic Kramaršič
Matic Kramaršič (* 2. Februar 1990 in Ljubljana) ist ein ehemaliger slowenischer Skispringer.

## Werdegang
Bei den Slowenischen Meisterschaften 2007 in Kranj erreichte Kramaršič den 6. Platz in Einzelspringen. Bei der Junioren-Weltmeisterschaft 2008 in Zakopane erreichte er den 50. Platz im Einzel und mit der Mannschaft den 6. Platz. Im September 2008 startete er in Hakuba erstmals im Sommer-Grand-Prix. Dabei erreichte er in beiden Springen den 11. Platz. Am 29. November 2008 startete er erstmals im Skisprung-Weltcup und erreichte in Kuusamo den 46. Platz. Bei der Junioren-Weltmeisterschaft 2009 in Štrbské Pleso erreichte er im Einzel den 25. und im Teamspringen den 5. Platz. Zum Ende der Continental-Cup-Saison 2008/09 erreichte er in Trondheim und Pragelato zweimal mit dem 3. Platz eine Platzierung auf dem Podest. Seinen ersten Continental-Cup-Sieg konnte er am 19. Dezember 2009 im estnischen Otepää erringen.
Im Januar 2010 konnte er mit der slowenischen Equipe bei der Junioren-WM 2010 in Hinterzarten die Bronze-Medaille im Mannschaftswettbewerb erringen.
Bei den Slowenischen Meisterschaften im Skispringen 2013 in Kranj erreichte er am 5. Februar 2013 den sechsten Platz im Einzelspringen und im Team die Bronzemedaille.
Am 6. März 2016 nahm Kramaršič beim FIS-Cup-Wettbewerb in Planica letztmals an einem internationalen Wettkampf teil.

## Erfolge

### Grand-Prix-Platzierungen
| Saison | Platz | Punkte |
| ------ | ----- | ------ |
| 2008   | 48.   | 49     |
| 2009   | 53.   | 22     |

### Continental-Cup-Siege im Einzel
| Nr. | Datum             | Ort    | Typ           |
| --- | ----------------- | ------ | ------------- |
| 1.  | 19. Dezember 2009 | Otepää | Normalschanze |
| 2.  | 12. März 2011     | Wisła  | Großschanze   |